# Заневский мост
Зане́вский мост — автодорожный железобетонный рамно-консольный мост через реку Оккервиль, в Красногвардейском районе Санкт-Петербурга.

## Расположение
Расположен в створе Заневского проспекта. 
Выше по течению находится Яблоновский мост, ниже — Уткин мост.
Ближайшие станции метрополитена — «Ладожская» (640 м), «Новочеркасская» (954 м). 

## Название
Своё название мост получил 28 мая 1979 года по наименованию Заневского проспекта.

## История
В 1958 году на этом месте для прокладки водопровода был построен Мало-Яблоновский пешеходный мост. Существующий мост возведён в 1974—1975 годах в составе строительства Центральной дуговой магистрали по проекту инженера «Ленгипроинжпроекта» Б. Э. Дворкина и архитектора Л. А. Носкова. Строительство выполнило СУ-3 треста «Ленмостострой» под руководством главного инженера Е. И. Иванова и производителя работ В. Н. Степанова.

## Конструкция
Мост однопролётный железобетонный рамно-консольный. Пролётное строение выполнено из сборных типовых железобетонных блоков двутаврового сечения заводского изготовления с криволинейным очертанием нижнего пояса. Жёстко заделанные в устои блоки ригеля смыкаются в середине пролёта посредством шарнира. Устои монолитные, на свайном основании. Длина моста составляет 40,3 м, ширина — 43,56 м.
Мост предназначен для движения автотранспорта и пешеходов. Проезжая часть моста включает в себя 8 полос для движения автотранспорта. Покрытие проезжей части и тротуаров — асфальтобетон. Тротуары отделены от проезжей части высоким гранитным парапетом. На мосту установлено комбинированное перильное ограждение с чугунными литыми секциями и металлическими вставками простого рисунка, завершающееся на устоях гранитными тумбами.